# Gotthold Alexander von Erpf

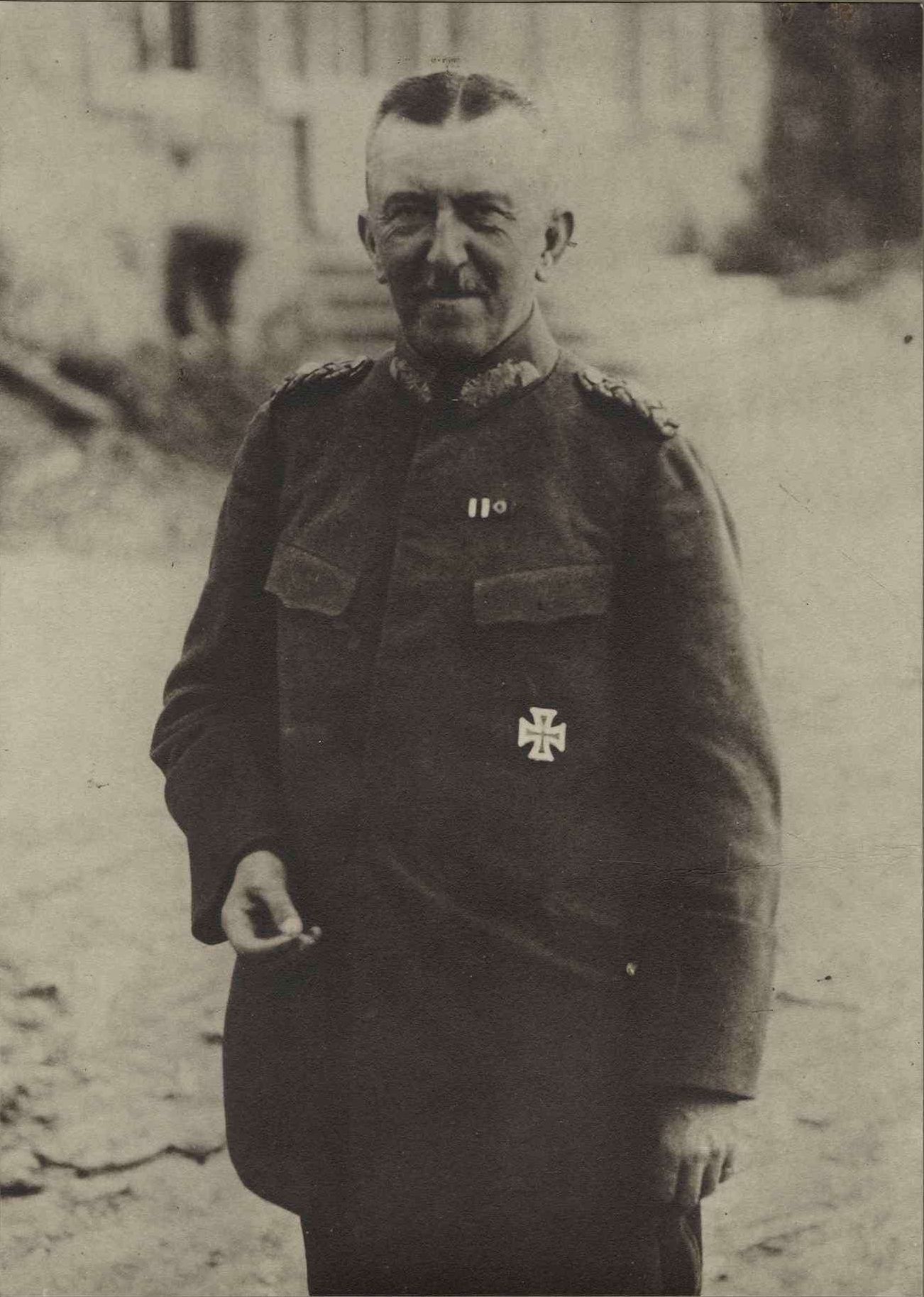
Generalleutnant Gotthold von Erpf um 1918

Gotthold Alexander Erpf ab 1911 von Erpf (* 30. Dezember 1859 in Welzheim; † 25. Dezember 1927 in Stuttgart) war ein württembergischer Generalleutnant und Kommandeur der 242. (Württembergische) Infanterie-Division im Ersten Weltkrieg.

## Leben

### Herkunft
Gotthold Erpf war ein Sohn des aus Stuttgart stammenden Posthalters Carl August Erpf (1828–1884) und dessen Ehefrau Friederike, geb. Wizemann (* 1834). Nach Besuch des Realgymnasiums in Stuttgart absolvierte er wie sein älterer Bruder, der spätere Oberst a. D. Albert Erpf, die Kriegsschule in Kassel.

### Militärkarriere
Nach Absolvierung der Kriegsschule trat Erpf am 1. Oktober 1878 als Fahnenjunker in das Infanterie-Regiment „König Wilhelm I.“ (6. Württembergisches) Nr. 124 ein. Am 6. Juli 1879 wird er als Unteroffizier zum Portepeefähnrich befördert mit Patent vom 5. Mai 1879. Mit Wirkung vom 9. Februar 1880 erfolgte seine Beförderung zum Sekondlieutenant. In der Zeit vom 1. Juni 1885 bis zum 30. April 1887 war er dem Landwehrbezirkskommando zu Gmünd als Adjutant zugewiesen. Daran schloss sich von Oktober 1887 bis September 1890 eine Zeit als Adjutant in einem Füsilier-Bataillon an. Nach der Beförderung zum überzähligen Premierleutnant zum 24. Juli 1890 wurde Erpf vom 1. April 1894 ab für ein Jahr zur Dienstleistung beim Großen Generalstab kommandiert. Dort wurde er am 14. Mai 1894 zum überzähligen Hauptmann befördert. Mit Beendigung der Kommandierung wird Erpf zum Kompaniechef im Infanterie-Regiment „König Wilhelm I.“ (6. Württembergisches) Nr. 124 ernannt.
Zum 25. November 1898 wird Erpf als Adjutant zum Generalkommando des XIII. (Königlich Württembergisches) Armee-Korps kommandiert. Ab dem 1. Februar 1899 bezieht Erpf das Hauptmanns-Gehalt I. Klasse und wird in die Offiziersgehälter eingewiesen. Im Mai desselben Jahres erhält er das Ritterkreuz I. Klasse des Friedrichs-Ordens verliehen und im September die Erlaubnis zur Anlegung des Königlich Preußischen Roten Adler-Ordens 4. Klasse. Am 27. Januar 1902 wird Erpf unter Belassung in dem Kommando als Adjutant beim Generalkommando des XIII. (Königlich Württembergisches) Armee-Korps und unter Versetzung zum Infanterie-Regiment „Alt-Württemberg“ (3. Württembergisches) Nr. 121 zum überzähligen Major befördert. Zum 18. April 1903 erfolgte aber bereits seine Versetzung als Bataillonskommandeur zum Grenadier-Regiment „König Karl“ (5. Württembergisches) Nr. 123. Mit Allerhöchster Ordre wird er am 1. Dezember 1903 für seine 25-jährige Militärdienstzeit mit dem Dienstehrenzeichen I. Klasse ausgezeichnet.
Zum 8. Juli 1906 wird Erpf zur Dienstleistung an das Württembergische Kriegsministerium kommandiert. Dort erhält er am 25. Februar 1907 das Ritterkreuz des Ordens der Württembergischen Krone verliehen. Am 18. Mai 1907 erfolgte seine Versetzung an das Kriegsministerium. Mit Allerhöchster Ordre vom 2. April 1908 erhält er die Trageerlaubnis für das Ritterkreuz I. Klasse des Königlich Sächsischen Albrechts-Ordens mit der Krone und zum 19. August desselben Jahres wird der zum Oberstleutnant befördert. Im September 1909 erhält er die Erlaubnis zum Tragen des Preußischen Kronen-Orden III. Klasse und des Königlich Bayerischen Militärverdienstordens III. Klasse.
Im April 1910 wird Erpf zum Stabe des Grenadier-Regiment „Königin Olga“ (1. Württembergisches) Nr. 119 versetzt und mit Allerhöchster Ordre vom 25. Februar 1911 wird ihm von König Wilhelm II. das Ehrenkreuz des Ordens der Württembergischen Krone verliehen. Damit verbunden war die Erhebung in den persönlichen, nicht vererbbaren württembergischen Adelsstand und er durfte ab diesem Zeitpunkt das Prädikat „von“ in seinem Namen tragen. Am 19. Juli 1911 wir von Erpf unter Versetzung zum Grenadier-Regiment „König Karl“ (5. Württembergisches) Nr. 123 mit der Führung desselben beauftragt. In dieser Dienststellung wird er am 13. September 1911 unter Ernennung zum Regimentskommandeur zum Oberst befördert und erhält Ende Dezember 1911 auch das Kommenturkreuz II. Klasse des Friedrichs-Orden verliehen.
Mit Ausbruch des Ersten Weltkriegs nahm von Erpf sodann mit seinem Grenadier-Regiment an den Kämpfen an der Westfront, u. a. an der Schlacht bei Longwy und der Schlacht in den Argonnen teil. Am 19. August 1914 erfolgte seine Beförderung zum Generalmajor. In der Zeit vom 7. bis zum 23. September 1914 übernahm er Interimsweise für den durch Verwundung ausgefallenen Generalmajor Otto von Moser die Führung der 53. Infanterie-Brigade (3. Königlich Württembergische), ehe er ab dem 22. Oktober 1914 mit der Führung der 107. Reserve-Infanterie-Brigade beauftragt wurde, die der 54. (Württembergische) Reserve-Division unterstellt war und mit welcher er bis zum 10. März 1916 an der Westfront eingesetzt war. Im Juni 1916 erhält er kurzzeitig das Kommando über die 53. Landwehr-Infanterie-Brigade. In dieser Dienststellung wird ihm mit Allerhöchster Ordre vom 5. Oktober 1916 das Kommenturkreuz des Ordens der Württembergischen Krone mit Schwertern verliehen. Im Januar 1917 übernimmt von Erpf auf dem Truppenübungsplatz Münsingen das Kommando über die neu aufzustellende 242. (Württembergische) Infanterie-Division, welches er bis zum Kriegsende innehatte. Mit der Division nahm er in den Jahren 1917 und 1918 an zahlreichen Schlachten und Unternehmungen teil, u. a. an der Doppelschlacht Aisne-Champagne im Mai 1917, an der Großen Schlacht in Frankreich im Frühjahr 1918 und den Rückzugskämpfe vor der Antwerpen-Maas-Stellung im November 1918, ehe er ab dem 12. November nach dem Waffenstillstand von Compiègne mit der Division die besetzten Gebiete räumt und den Marsch in die Heimat antritt.
Als Divisionskommandeur wird im Ende 1917 noch der Königlich Preußische Rote Adler-Orden 2. Klasse verliehen und am 18. April 1918 erfolgte seine Beförderung zum Generalleutnant. Durch Allerhöchste Ordre vom 27. Juni 1918 wird ihm das Kommenturkreuz I. Klasse des Friedrichs-Orden verliehen. Am 16. Mai 1919 wird von Erpf in Genehmigung seines Abschiedgesuches mit Pension zur Disposition gestellt.
Gotthold von Erpf starb ledigen Standes am 25. Dezember 1927 im Alter von 67 Jahren an einem Herzleiden im Paulinenhospital in Stuttgart.

## Archivische Überlieferungen
Die militärische Personalakte von Gotthold von Erpf befindet sich im Hauptstaatsarchiv Stuttgart unter Bestand M 430/2 Bü 446. Sein militärischer Nachlass unter Bestand M 660/008.